# Bruno Dreossi
Bruno Dreossi (Monfalcone, 11 de julio de 1964) es un deportista italiano que compite en piragüismo en la modalidad de aguas tranquilas.
Participó en los Juegos Olímpicos de Barcelona 1992, obteniendo una medalla de bronce en la prueba de K2 500 m.

## Palmarés internacional
| Juegos Olímpicos | Juegos Olímpicos   | Juegos Olímpicos  | Juegos Olímpicos |
| Año              | Lugar              | Medalla           | Competición      |
| ---------------- | ------------------ | ----------------- | ---------------- |
| 1992             | Barcelona (España) | Medalla de bronce | K2 500 m         |